# Biotop
En biotop (af græsk bios = "liv" + topos = "sted") er en rumligt afgrænset, mindre enhed af et økosystem, hvor de ydre vilkår (klima, jordbund osv.) sætter grænserne. Betegnelsen økotop anvendes i en vis udstrækning som synonym for biotop. På et sådant sted findes et livsfællesskab (biocønose) mellem bestemte plante-, svampe-, bakterie- og dyrearter, og det er afgørende for, at man kan skelne mellem forskellige biotoper. Efterhånden er vegetationen blevet det vigtigste kendemærke for de forskellige landbiotoper, fordi den er så let at beskrive præcist. Ordet bruges ofte ensbetydende med habitat, dog sådan at angelsaksiske forfattere foretrækker habitat, mens skandinaviske og tyske foretrækker biotop. Begreberne kan med fordel underordnes hinanden, sådan at "biotop" bruges om et områdes miljøvilkår, mens "habitat" betegner en enkelt dyre- eller plantearts præcise levested indenfor biotopen.

## Afgrænsning
En biotop kan rumme forskellige habitater (”bosteder” for dyr eller planter), men kan også selv være en del af en eller flere habitater. Derfor må man altid regne med en vekselvirkning mellem de levende væsner og deres levesteder. Habitater og biotoper er i henhold til den danske (skandinavisk-germanske) definition af begreberne ikke sammenfaldende, for en biotop vil i henhold hertil som regel rumme flere forskellige habitater (en skov har strukturer som knasthuller, kronelag, skovbundslag, jordbund osv.) for hver gruppe af organismer. Omvendt kan en habitat også godt indeholde flere biotoper som f.eks. fugles sommer- og vinterkvarterer, pattedyrenes hi og deres sommerbolig eller overnatningsbiotoper i forhold til fødebiotoper.
Man kan beskrive et sted gennem det præg, som abiotiske forhold og menneskelig indflydelse (hemerobi) sætter på plante- og dyrelivet. Selv de tilsyneladende mest livløse steder, som f.eks. ørkener og nøgne klipper, er biotoper, der kan beskrives gennem oplysninger om deres abiotiske forhold og vegetationen på stedet. Bag denne definition ligger den påstand, at ethvert sted på jorden er egnet som levested. Det er et diskussionsemne inden for økologien og naturbeskyttelsen, om og under hvilke omstændigheder der kan opstå en biocønose på et givet sted.
Begrebet biotop er værdifrit, og ordet kan bruges både om de naturligt opståede dele af landskabet som f.eks. bække, sumpskove, løvskove, væld og om menneskeskabte elementer som industrilandskaber og ”betonørkener” (motorveje, kajanlæg, parkeringspladser) – det sidste stik mod almindeligt dagligsprog. Desuden kan ordet biotop bruges om naturlige, men dog stærkt menneskepåvirkede landskabsdele som f.eks. heder, enge eller overdrev.

## Systematik
I økologisk systematik er en biotop sammensat af et antal fytotoper (plantelevesteder) og zootoper (dyrelevesteder). Man må altså indordne karakteristiske arter af planter, dyr, svampe osv. under hver af de mange biotoper. En biotop er den mindste arealenhed i landskabsøkologien, og en meget lille biotop (f.eks. være et stendige eller en døende gren) kan være habitat for padder og insekter. Omvendt kan mange biotoper – alt efter den sysnvinkel, man anlægger overfor landskabet – dække store arealer (f.eks. søer, marskområder eller klitlandskaber). Flere biotoper danner sammen med hver deres planter og dyr og disses indbyrdes påvirkninger et økosystem. Udstrakte områder som f.eks. en steppe, en regnskov eller et koralrev består af mange forskellige biotoper og biocønoser.

## Værdi og trusler
Biotoper værdsættes ofte efter deres sjældenhed og efter deres egnethed som levested for truede arter eller efter graden af menneskelig påvirkning.
Habitater (levesteder) for dyrearter, der bevæger sig meget omkring i landskabet, er ofte sammensat af flere biotoper. På den måde opstår der artsrige økosystemer i naturlige småbiotoper, der ligger tæt op ad hinanden (randzoneeffekt). Det menneskeskabte, mosaikagtigt sammensatte kulturlandskab, der er opstået gennem ekstensivt landbrug, erstatter delvist de biotoper, der kunne være dannet uden menneskers indflydelse og ad naturlig vej i løbet af successionen. (Se også: Megaherbivorteori). Opdelte og strukturrige landskaber af den slags trues frem for alt af samfundets økonomiske interesser (inddragelse af jord til trafikale formål, bebyggelse, råstofindvinding og intensivt landbrug). Enkelte biotoper lider desuden under en byrde af luftforurening eller mere målrettede udledninger via vandløb eller lossepladser.
Modsat har mange af de dyr, som bevæger sig meget omkring et behov for et mindstemål af areal. Dette behov er størst hos de dyr, der bevæger sig langs jorden, eller som er meget sky, for de har brug for store, sammenhængende biotoper. Veje, monokulturer i landbrug eller skovene og isolerede bygninger (f.eks. vandkraftværker) betyder ikke bare et tab af biotopareal, hvad der kan medføre, at ellers ret robuste arter (de fleste af de hyppigt optrædende insekter, spindlere og andre smådyr) uddør i dele af området. Ved opdelinger og negative randzonepåvirkninger formindskes de tilbageblevne biotopers kvalitet, og de bliver umulige at nå frem til, sådan at mange sårbare og mobile arter (los, ulv, havørn og mange fiskearter) uddør eller bliver truede, sådan at de trods intensive anstrengelser ikke kan slå sig ned i beiotoperne. Dette betegnes som overskridelse af den ”kritiske sammenhængsafstand”.

## Biotopbeskyttelse og biotopforbindelse
Biotopbeskyttelse er et middel i beskyttelsen af arter og økosystemer. Det tjener som en målsætning for naturbeskyttelsen, at man vil opretholde den naturlige balance i stofskiftet mellem arterne. Det vigtigste berøringspunkt til miljøbeskyttelsen finder man i nedsættelse af udledningerne fra industi, trafik og husholdninger, som truer eller ødelægger biotoperne med skadelige stoffer.
De første forsøg på at etablere biotopbeskyttelse var rettet mod opretholdelse og genskabelse af værdifulde biotoper, men de havde begrænset succes, fordi biotoperne var isolerede på grund af trafik og bebyggelser. På grund af et tiltagende behov for økonomisk udnyttelse af landbrugsområder lader det sig ikke gøre at opfylde de minimale krav til habitatstørrelse eller til den maksimale afstand til egnede nabobiotoper. Dyrene kan ikke længere nå frem til deres delhabitater (f.eks. ynglesteder), eller de er blevet isoleret fra andre populationer (genetisk forarmning). Derfor er skabelse og vedligeholdelse af forbindelser mellem biotoperne et vigtigt led i naturbeskyttelsen.
Biotopforbindelser skal fjerne barrièrer for dyrearterne, og de består enten af såkaldte ”trædesten” (når det drejer sig om mobile arter, f.eks. fugle), af linjeformede landskabselementer (f.eks. læhegn, vandløb eller diger), af sammenbindende arealer (f.eks. varierede områder for vildtet) eller i givet fald også af de egentlige, beskyttede biotoper. Biotopforbindelser kræver derfor i særlig grad plads inden for bebyggelser eller ved trafikanlæg, hvis det skal lykkes at bryde deres spærrende virkning. Det kan ske ved at etablere biotoppassager som f.eks. grønne broer, paddetunnelller eller fisketrapper, som gør det muligt for dyrene at få opfyldt deres krav til levestederne.

## Kritik og modstand
Det værdifulde, fredede kulturlandskab må plejes i konflikt med økonomiske interesser i udnyttelsen af de samme arealer (til landbrug, skovdrift, opførelse af erhvervs- og boligejendomme og til råstofindvinding), og det kan kun gennemføres ved politiske beslutninger. De nødvendige plejemetoder kan forekomme den, der ikke kender til baggrunden, som ”tåbeligt spild” eller ”sjusk”. Når plejeomkostningerne ikke bliver pålagt den direkte, som er skyld i, at de må afholdes (forbrugeren, bilisten), opstår der en betydelig, samfundsmæssig modstand mod biotopbeskyttelsen. Man ville i stort omfang kunne undvære den bekostelige pleje af biotoperne, hvis den bæredygtige produktion (kød, tømmer, hø osv.) fra disse steder blev betalt med en højere pris.
En anden mulighed kunne være at indrette beskyttede områder, hvor biotoperne kunne opstå af sig selv (jf. virkningen af DDRs spærrezone langs grænsen til Forbundsrepublikken). I stedet ser man det modsatte: at trafiktæthed og bebyggelse kræver stadigt større indgreb i naturen. Opsplitningen af arealerne og befolkningens behov for udflugtssteder gør det næsten umuligt at skabe effektive beskyttelsesområder, hvor naturen kan overlades til sig selv.

## Nogle biotoper i Danmark
Her benævnes biotoperne efter vegetationstypen
- Boblerev
- Ferskvandsvegetation
- Grøftekant
- Hede
- Højmose
- Høslæteng
- Klit
- Lavmose
- Marsk
- Løvskov
- Overdrev
- Saltvandsvegetation
- Strandeng
- Stævningsskov